# Тео Х. Вукашиновић
Тео Х. Вукашиновић (енгл. Theo Vukašinović; 25. јун 1996) професионални је српско-енглески рагбиста (варијанта са 15 играча), који тренутно игра за Лос Анђелес у америчком првенству.
Има физичке предиспозиције за рагби фудбал, поникао је у омладинској школи "Лондон ајриш". Током богате каријере, играо је за двоструког првака Европе, Воспсе.
Наступао је и за младу рагби 15 репрезентацију Енглеске за играче до 20 година. 

## Детињство
Родио се у Енглеској, прошао је млађе селекције Лондон ајриша.

## Школа и образовање
Вукашиновић је учио на факултету, Лофборо у грофовији Лестершир.

## Професионална рагби каријера
Прву сениорску утакмицу одиграо је за Лондон ајриш у енглеско-велшком купу.
У досадашњој каријери играо је за осам енглеских и један амерички клуб. 
У Енглеској је играо у Премијершипу, Чемпионшипу, Националној лиги 1, дакле први, други и трећи ниво.  